# Réserve nationale du Masai Mara
La réserve nationale du Masai Mara est une réserve nationale située au sud-ouest du Kenya.
Elle est le prolongement naturel du parc national du Serengeti situé en Tanzanie. Elle tient son nom de la tribu qui vit sur ses terres, les Masaïs, et de la rivière qui la traverse, la Mara. C'est dans ce parc qu'a été tourné le film Félins.
Il s'agit d'une grande étendue de savane, légèrement vallonnée, dans laquelle se croisent de nombreuses espèces.

## Description
Il s'agit du parc le plus connu et le plus fréquenté du Kenya. C'est d'ailleurs une réserve, et non un parc, car le territoire est toujours habité par les Masaïs qui y font paitre leurs troupeaux. La réserve est essentiellement constituée de vastes plaines de savane vallonnée limitée à l'Ouest par l'escarpement d'Oloololo et au Sud par la Sand River. La confluence de cette rivière, de la Talek et de la Mara crée des zones de marais peu profonds qui apportent une grande diversité de biotopes dans un lieu très caractéristique de l'Afrique de l'Est rêvée pour les safaris. Plusieurs scènes du film Out of Africa y furent d'ailleurs tournées.
Moins fréquentée que le Serengeti, la réserve est un endroit superbe où observer la migration des gnous, des zèbres, des gazelles de Thomson et d'autres animaux deux fois par an, en particulier lors de leur franchissement de la rivière Mara. Ces herbivores, arrêtés par la présence de l'eau (et des prédateurs qui les attendent à cet endroit), se regroupent en troupeaux qui peuvent dépasser les 10 000 têtes avant de se jeter à l'eau. La concentration animale, l'intense activité des prédateurs (principalement lions, crocodiles, léopards et hyènes) et le spectaculaire de certains franchissements (appelés crossings) créent un spectacle ahurissant même si la violence de la lutte pour la vie y est très présente.

## Accès

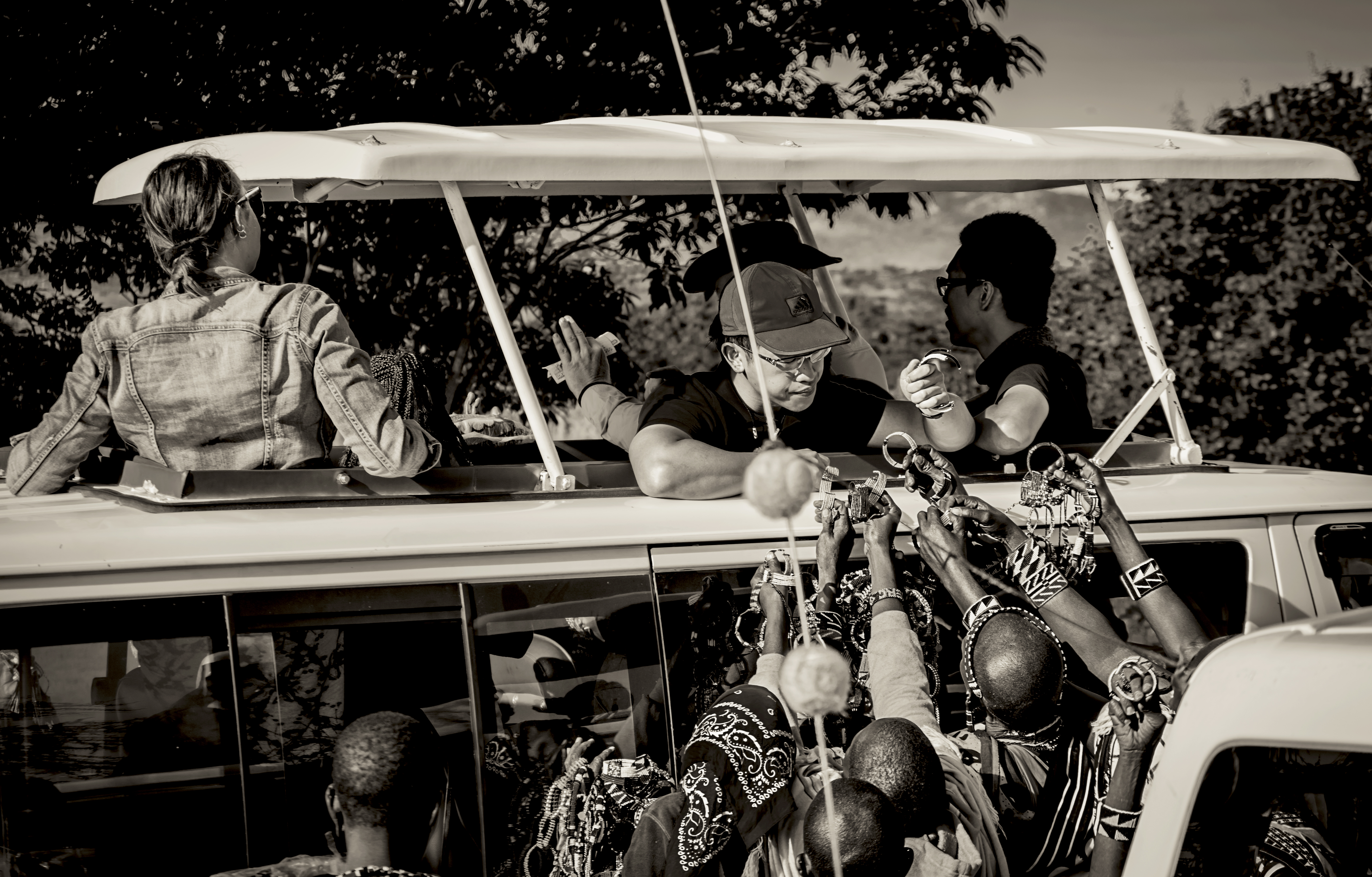
Sollicitation des touristes pour la vente d'artisanat local.

L'accès en est relativement compliqué. On peut rejoindre le parc depuis Nairobi en avion (environ 70 minutes de vol) ou en voiture (environ 8 heures de routes, en très mauvais état, et de pistes). Néanmoins, le tourisme y est relativement bien développé grâce aux six portes d'accès (Oloololo Gate et Musiara Gate au Nord, Talek Gate et Sekanani Gate à l'Est, Ololaimutia Gate et Sand River Gate au Sud) et quatre pistes d'aviation en terre battue.
Destination prisée des photographes amateurs parfois repoussés par les tarifs élevés des taxes d'entrée dans les parcs naturels de Tanzanie, de nombreux touristes s'y retrouvent également.

## Faune
- éléphant (3 000) ;
- rhinocéros noir (Diceros bicornis michaeli) ;
- hippopotame, dont on a récemment montré qu'il joue encore dans la réserve un rôle écologique majeur, dans le cycle biogéochimique du silicium[7], ce qui en fait une espèce facilitatrice ;
- buffle ;
- lion : les lions sont conjointement menacés par le braconnage visant à protéger les troupeaux, par des vagues de sécheresse et par l'insecticide Furadan qui aurait empoisonné et tué au moins 76 lions[8] ;
- guépard ;
- léopard ;
- serval ;
- caracal ;
- chacal ;
- hyène tachetée ;
- gazelle de Grant, (50 000) ;
- gazelle de Thomson (150 000) ;
- impala (70 000) ;
- cobe à croissant ;
- topi ;
- bubale ;
- éland ;
- zèbre de Grant (100 000) ;
- gnou (500 000) ;
- girafe Masaï ;
- ourébi ;
- steenbok ;
- dik-dik ;
- phacochère ;
- babouin ;
- singe vert…

Oiseaux
- autruche ;
- grue couronnée ;
- bucorve du Sud ;
- serpentaire ;
- vautour africain…

Reptiles
- python ;
- crocodile du Nil ;
- varan…

## Galerie

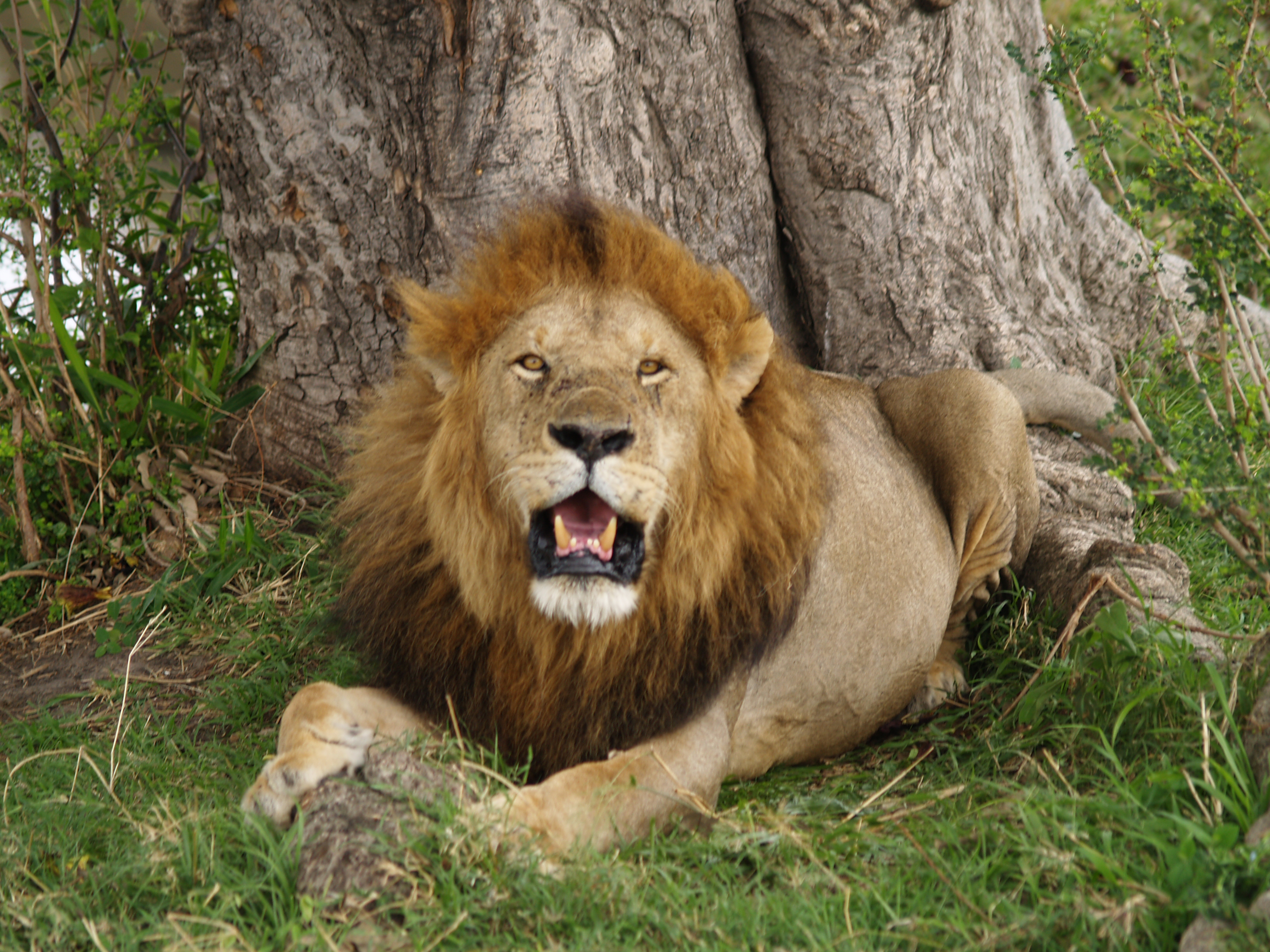
Un lion dans le Masai Mara.
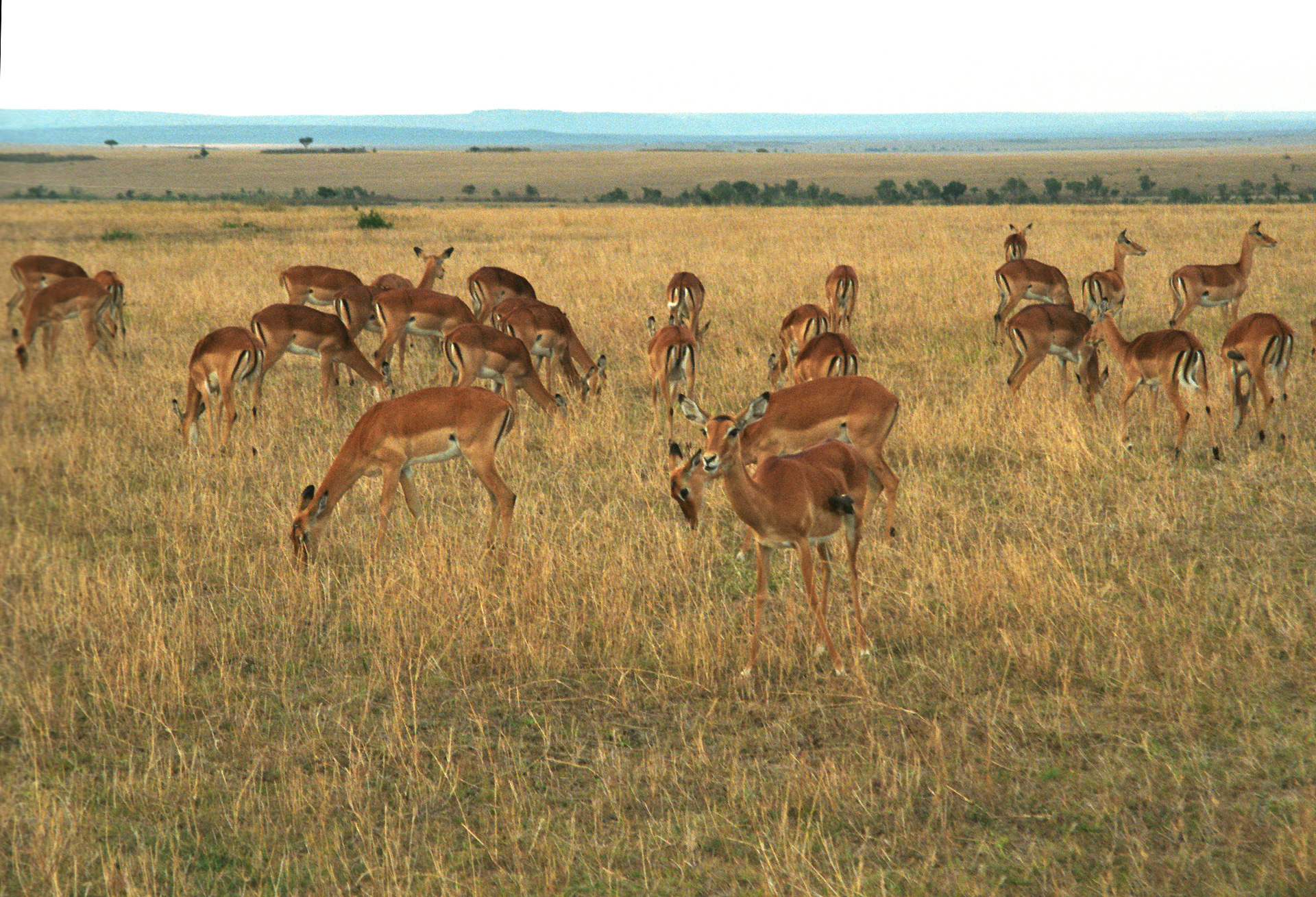
Troupeau d'impalas.
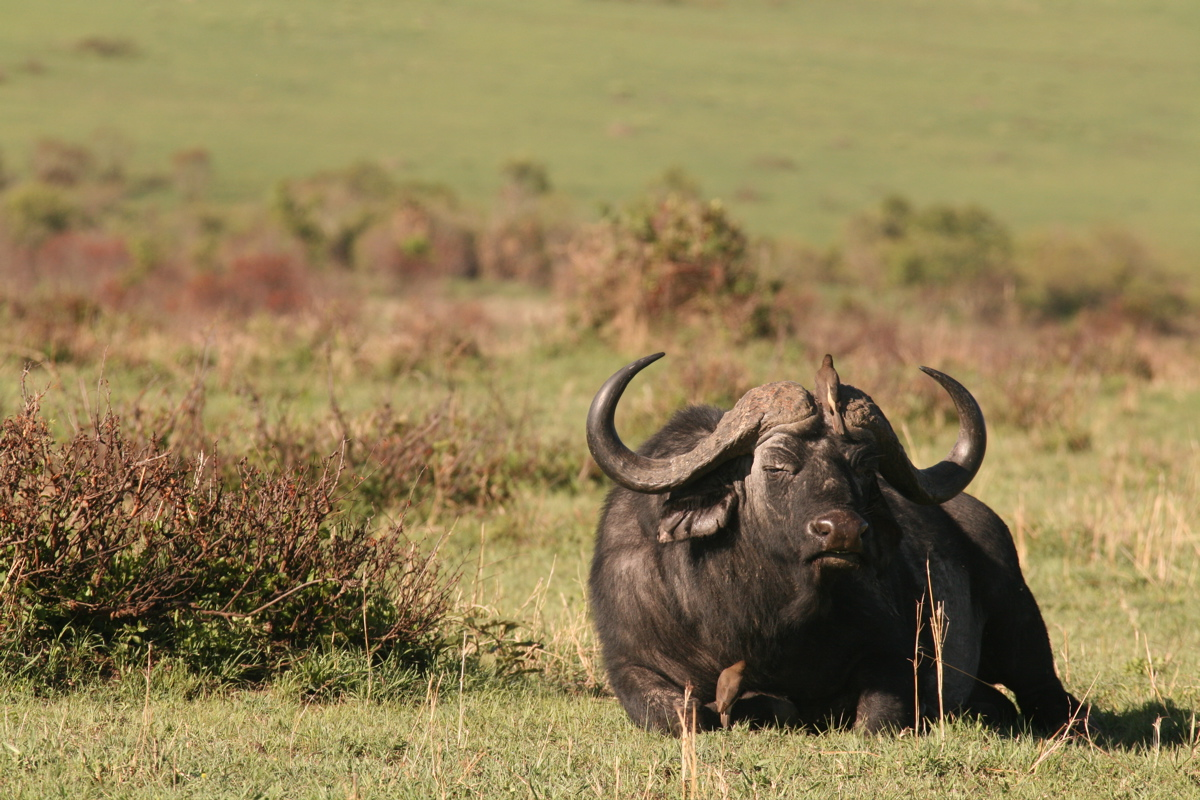
Un buffle fait la sieste.
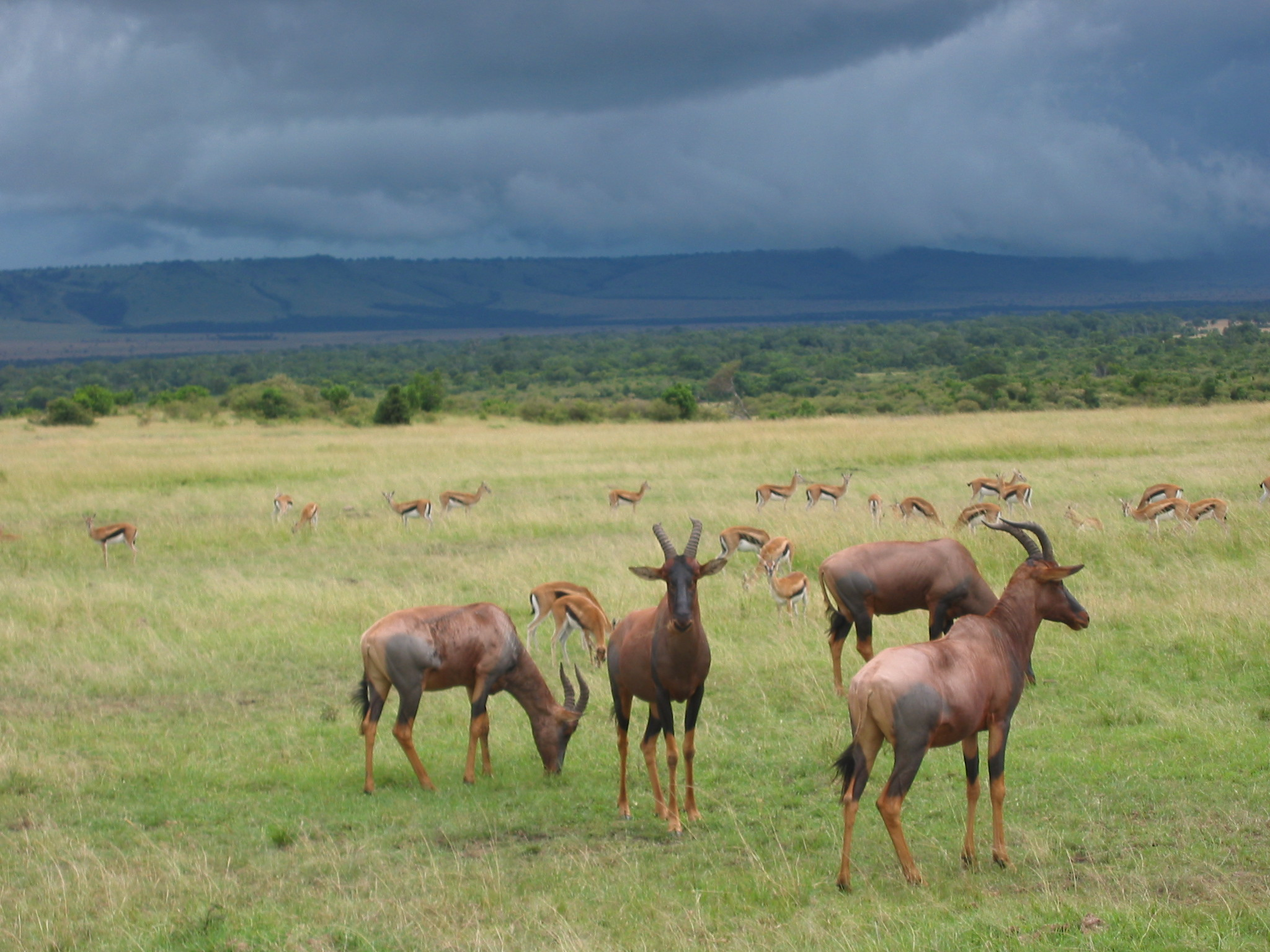
Topis et gazelles de Thomson.
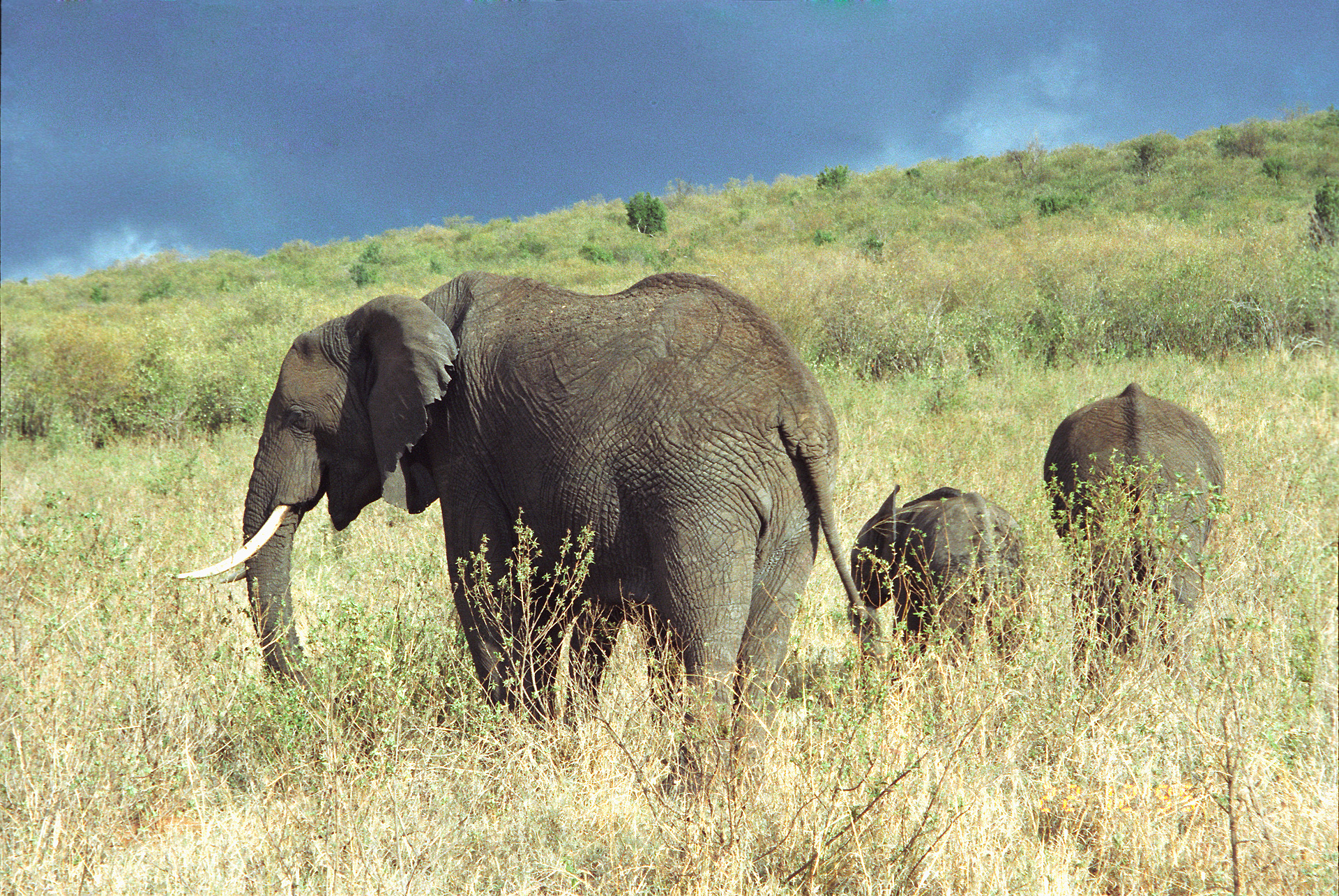
Éléphante avec ses deux jeunes.
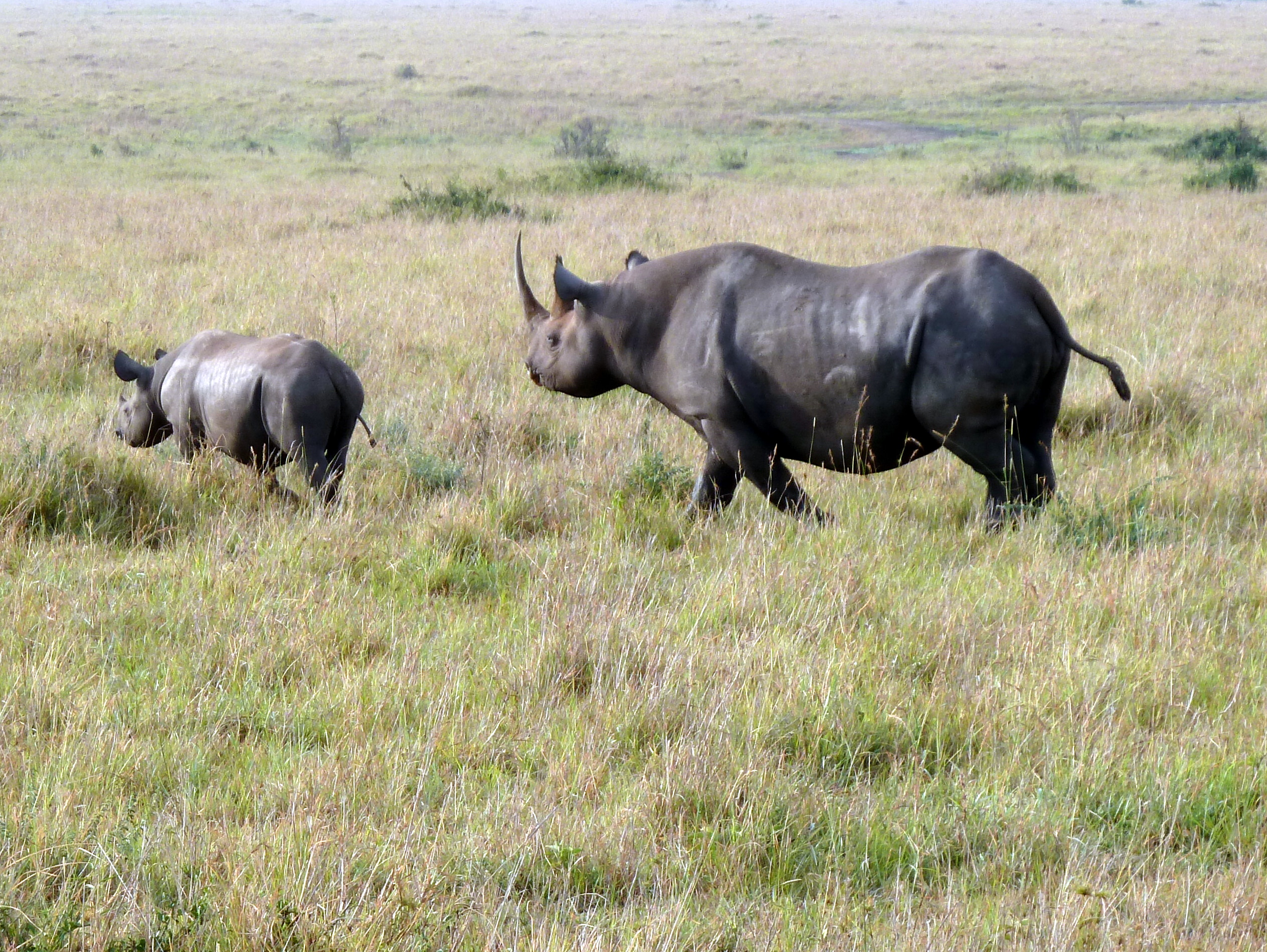
Rhinocéros noir.
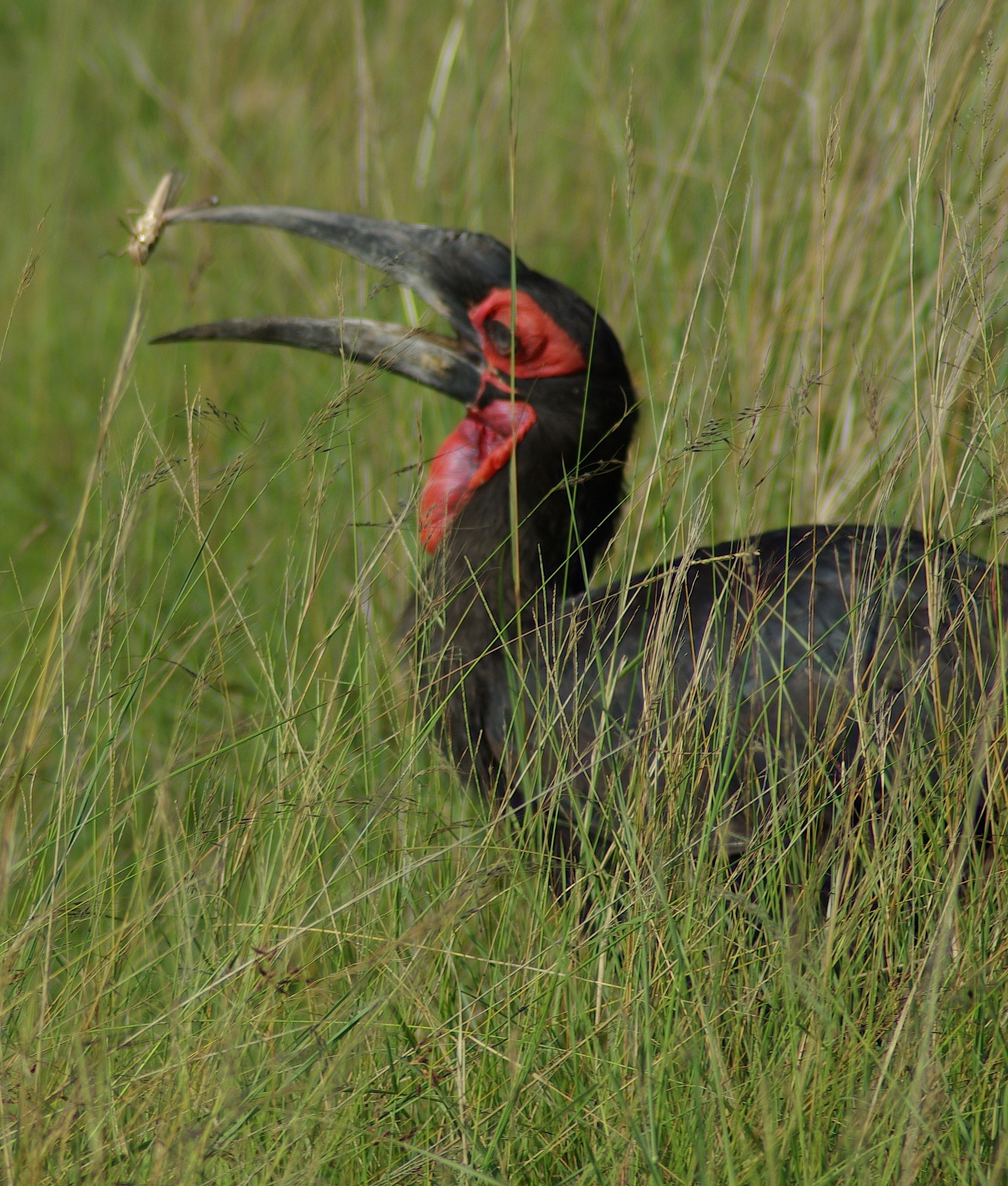
Bucorve du sud (oiseau).
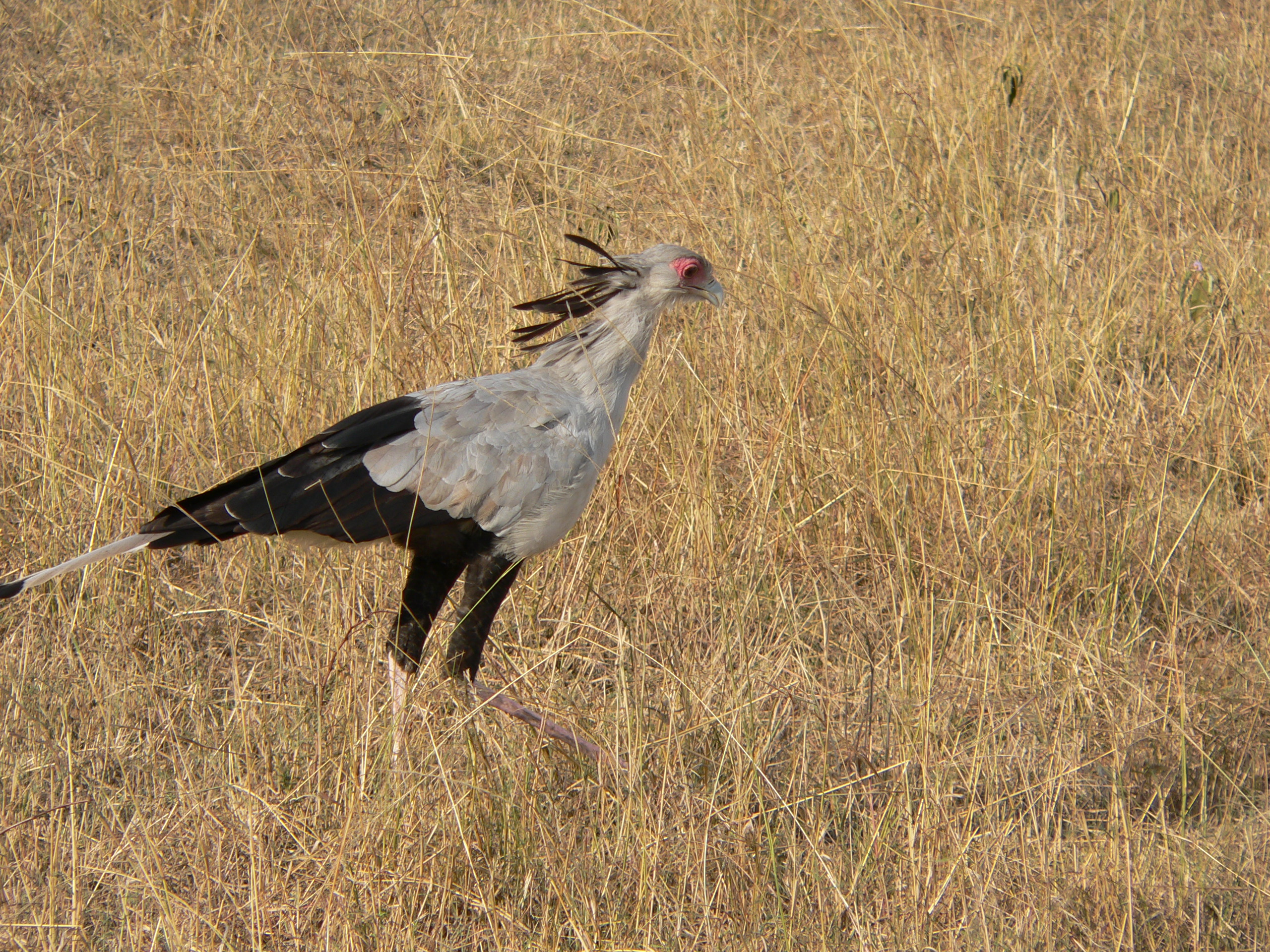
L'oiseau secrétaire, aussi appelé serpentaire.
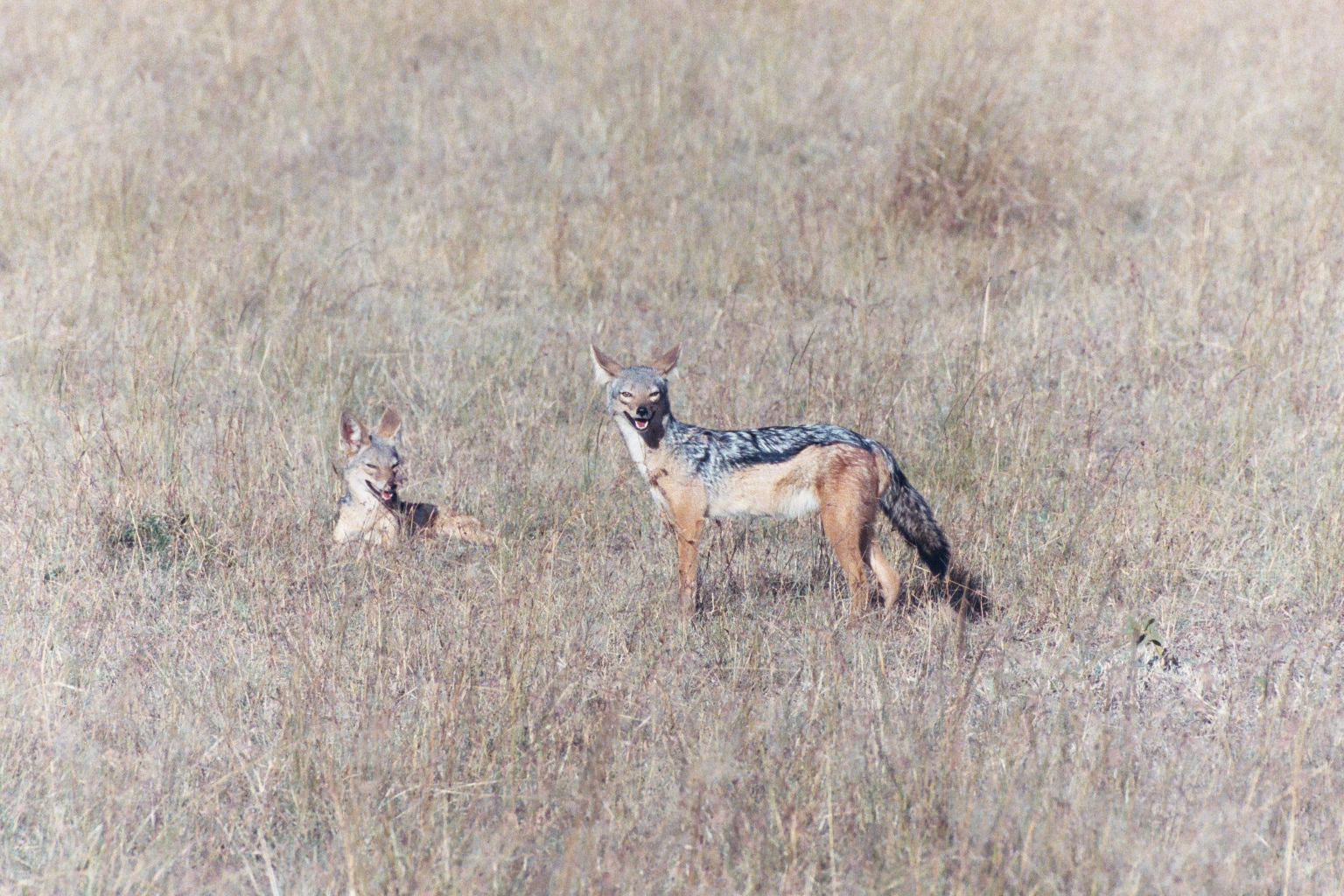
Deux chacals dans le Masai Mara.
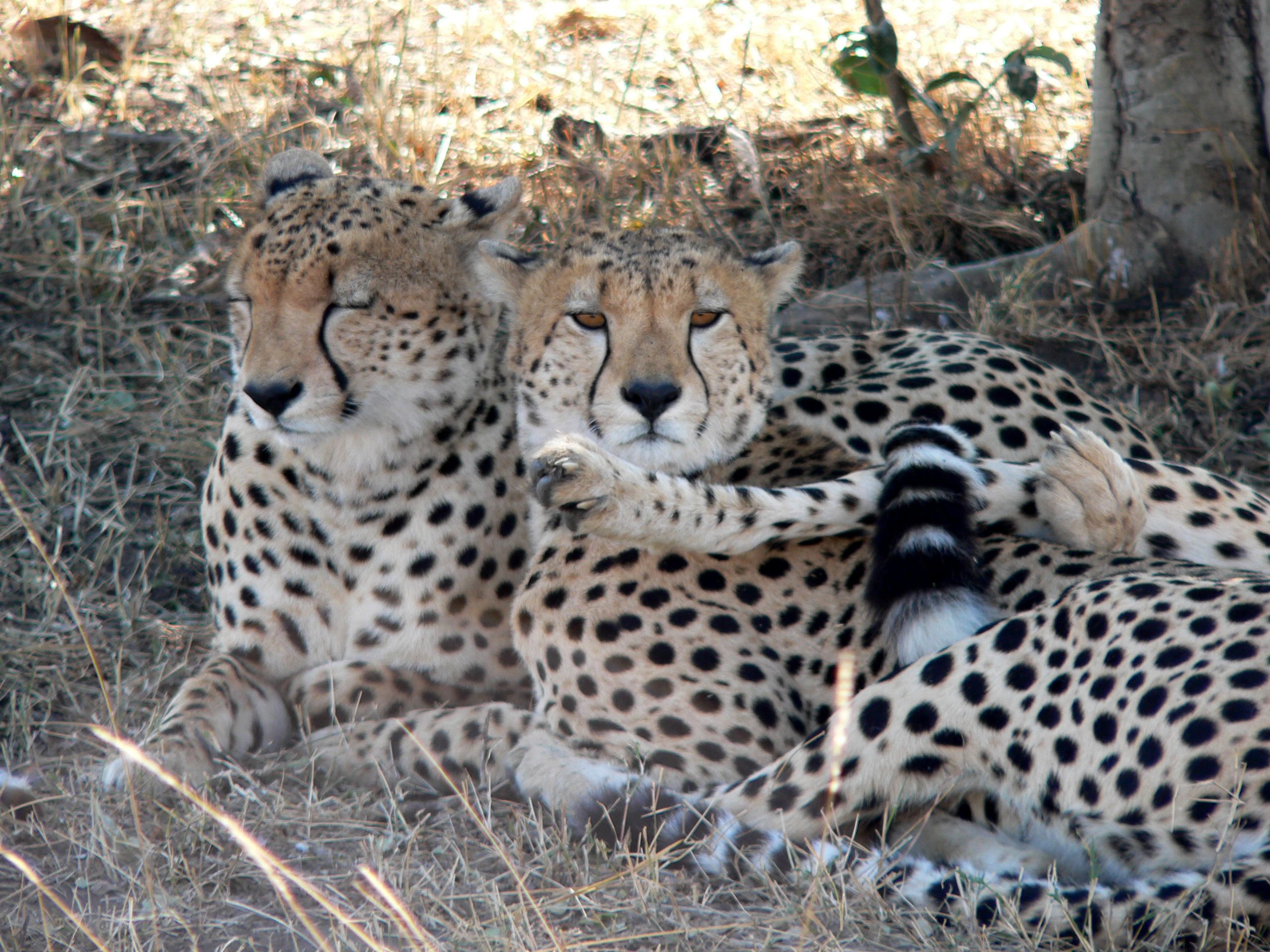
Des guépards se reposent à l'ombre des arbres.
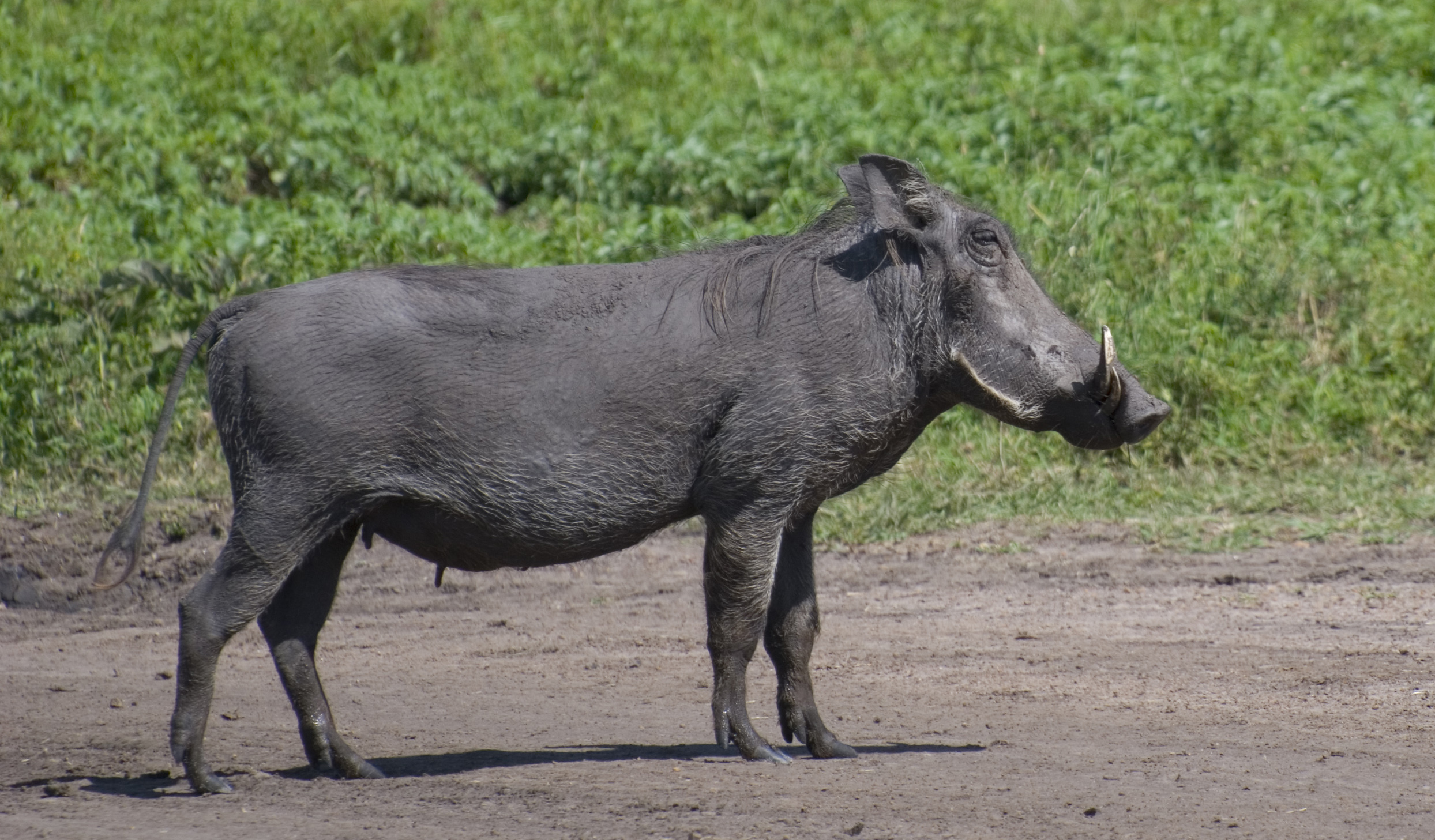
Un phacochère dans le Masai Mara.
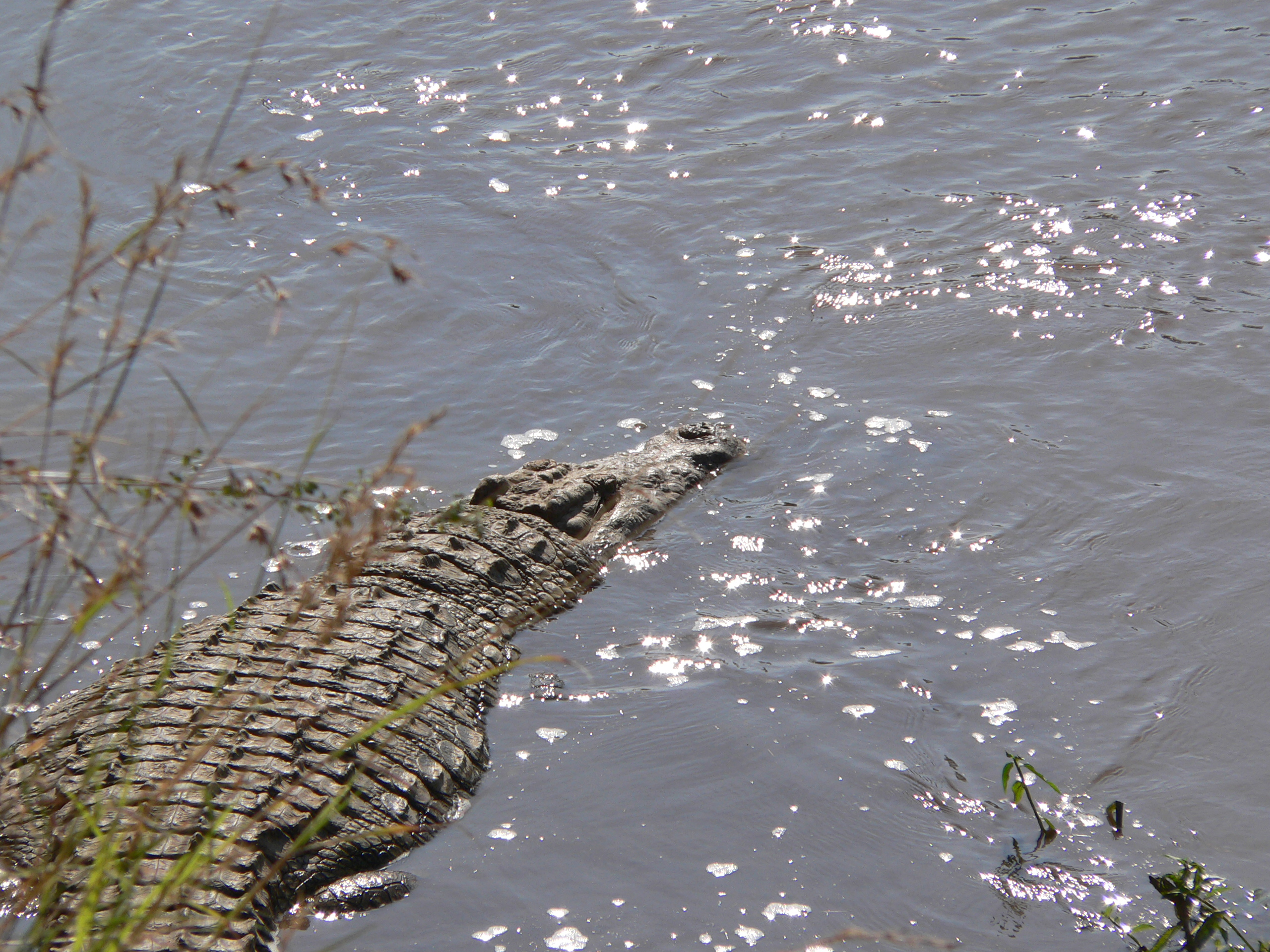
Un crocodile.
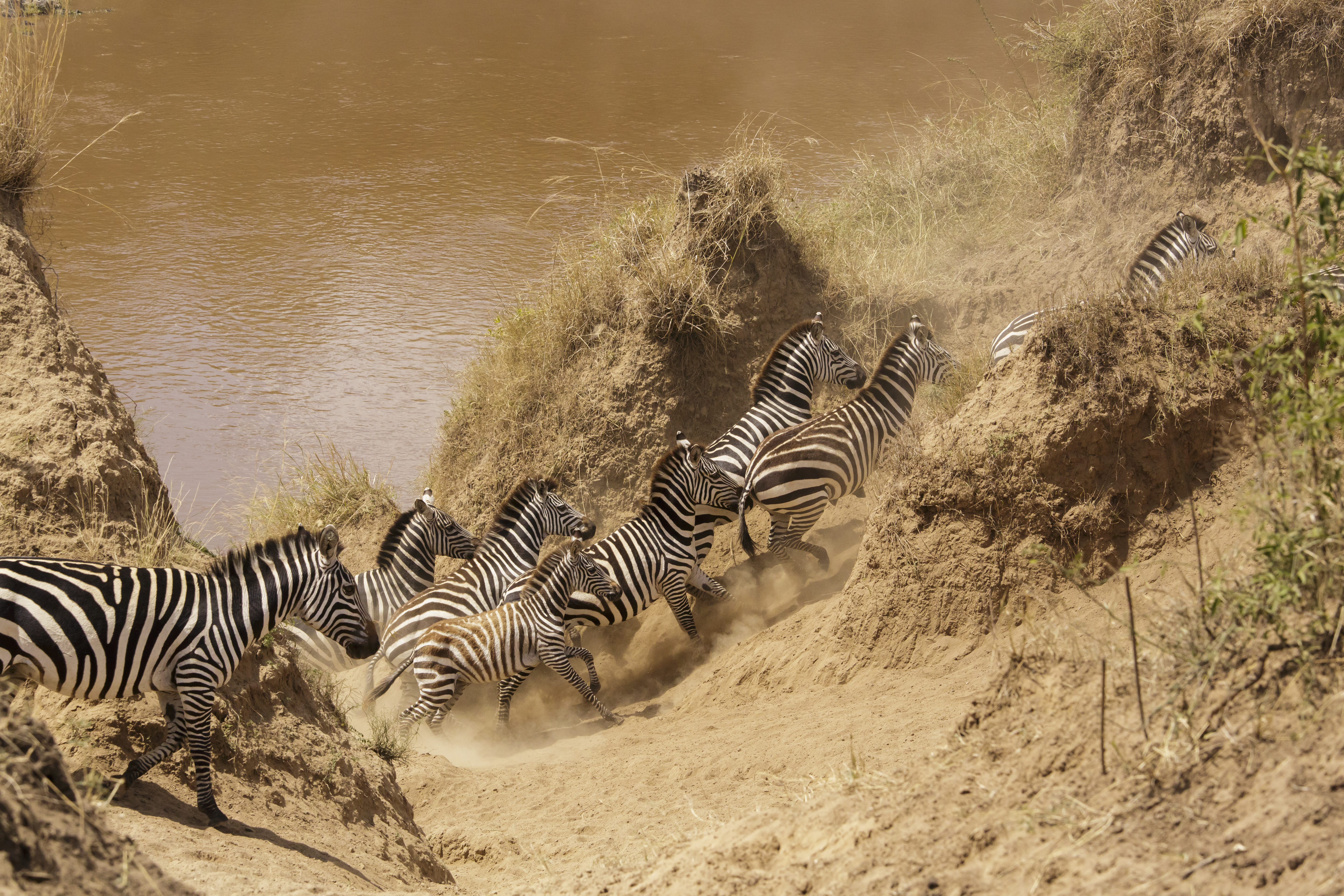
Zèbres de Grant
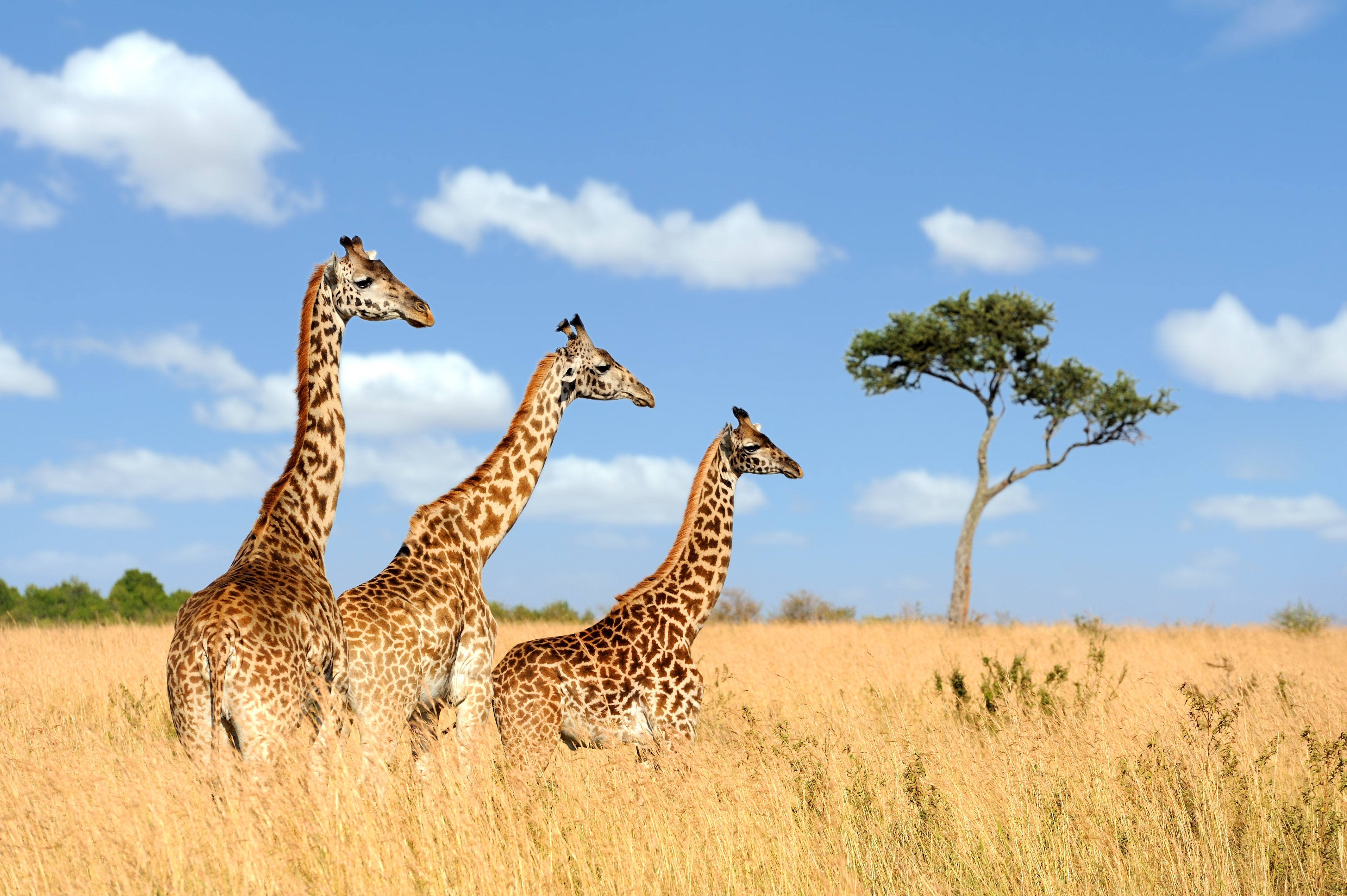
Trois girafes